# Klaus Peter Karger

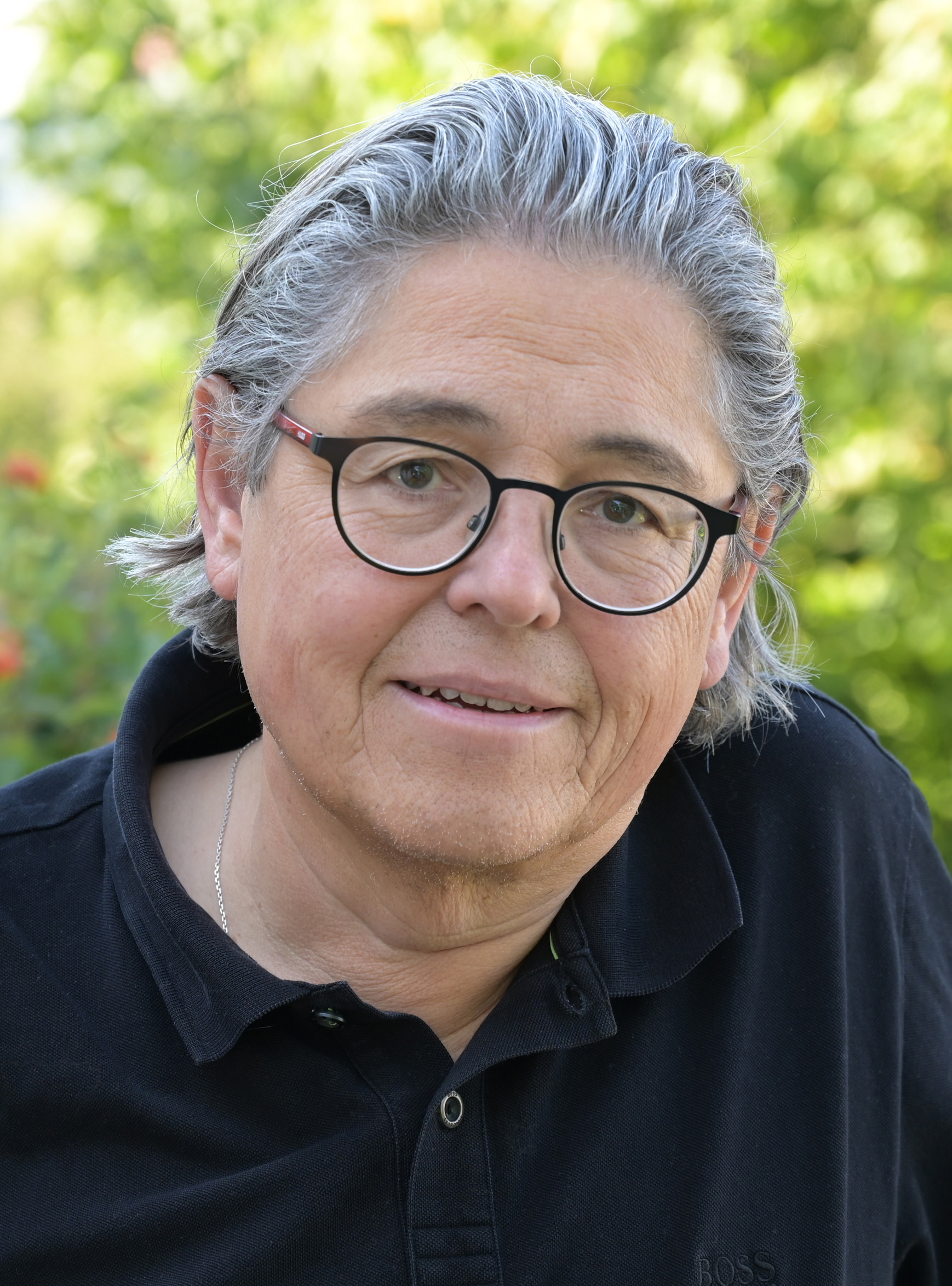
Klaus Peter Karger (2020)

Klaus Peter Karger (* 1955 in Essen) ist ein deutscher Journalist, Regisseur und Filmproduzent. Sein Werk umfasst vorwiegend dokumentarische Kurz- und Langfilme.

## Leben
Klaus Peter Karger wuchs in Lörrach auf und hat eine Ausbildung zum Redakteur bei der Badischen Zeitung in Freiburg gemacht. Für die Badische Zeitung war er von 1974 bis 1989 in der Redaktion Villingen-Schwenningen tätig, danach wechselte er nach einer Hospitanz beim SDR-Fernsehen als Hörfunkredakteur zum Südwestfunk (später: SWR), und leitete bis 2018 dessen Regionalstudio Villingen-Schwenningen. Als Jugendlicher drehte er erste Super-8-Filme. 1984 entstand in diesem Format sein 65 Minuten langer Dokumentarfilm „Eine einmalige Sache“ über ein Zeltfestival der freien Kulturvereine in Villingen-Schwenningen. Das Festival endete aufgrund der Witterung und weiterer Umstände in einem finanziellen Desaster; der Film reflektiert exemplarisch auch die Kultur- und Jugendpolitik der Stadt.
Spätere Langfilme, die im Kino liefen und in der Auswertung von der MFG (Medien- und Filmgesellschaft Baden-Württemberg GmbH) gefördert wurden, sind „Moosgeschichten“ (2008), „Herr Felde und der Wert der Dinge“ (2011) und „Die Spaßmacher“ (2019). Es sind alles Dokumentarfilme, die regional verortet sind. „Moosgeschichten“ beschreibt die Biologie, Beschädigung und Renaturierung des Naturschutzgebiets Schwenninger Moos, in dem der baden-württembergische Landesfluss Neckar seinen Ursprung hat und porträtiert Menschen mit einer besonderen Beziehung zu diesem ehemaligen Hochmoor. „Herr Felde und der Wert der Dinge“ ist das Porträt eines Schuhmachers aus Kirgistan, der als Spätaussiedler nach Villingen-Schwenningen kam und dort einen Reparaturladen für Lederwaren betreibt. „Die Spaßmacher“ ist ein Porträt des „Kakerlaki“-Clowntheaters, das seit mehr als 30 Jahren besteht, und seiner beiden gealterten Protagonisten.
Klaus Peter Karger ist Mitglied der AGDOK, des Branchenverbands der Dokumentarfilmer in Deutschland. Er gehörte 1977 zu den Gründungsmitgliedern des Kommunalen Kinos guckloch e.V. in Villingen-Schwenningen, das bis heute rein ehrenamtlich betrieben wird. Er ist dort aktiver Mitarbeiter.

## Filmografie
- 1984: Eine einmalige Sache (Dokumentarfilm)
- 1985: Weihnachten satt (satirischer Kurzfilm)
- 1986: Waffeln für Moskau (satirischer Kurzfilm, Publikumspreis auf dem „Experi“-Festival Bonn)
- 1987: Strassen des Wahnsinns (Dokumentarfilm)
- 1993: Zwillinge (Dokumentarfilm)
- 2001: Das Käuzchen schreit ganz fürchterlich (Dokumentarfilm)
- 2003: Das Gaskugel-Projekt (Dokumentarfilm)
- 2004: Tatort Feldberg (szenischer Kurzfilm)
- 2005: Die treibende Kraft (Dokumentarfilm)
- 2008: Moosgeschichten (Dokumentarfilm)
- 2008: Refugio – Arbeit mit traumatisierten Flüchtlingen (Dokumentarfilm)
- 2010: Das grüne Gold der Gemeinde (Dokumentarfilm)
- 2011: Herr Felde und der Wert der Dinge (Dokumentarfilm)
- 2017: Der fremde Woyzeck (Dokumentarfilm)
- 2019: Die Spaßmacher (Dokumentarfilm)
- 2020: Sound of Frühling (doku-fiktionaler Kurzfilm)
- 2021: Schätze des Schwenninger Heimatmuseums (11 dokumentarische Kurzfilme)
- 2021: 50 Jahre Villingen-Schwenningen (dokumentarischer Kurzfilm)
- 2023: Weiter so? / Flug über den Nordzubringer (zwei dokumentarische Kurzfilme zu einem umstrittenen Straßenbauprojekt)
- 2025: Die Treibende Kraft (II) (Dokumentarfilm)